# Алыджи, Барыш
Барыш Алыджи (тур. Barış Alıcı; 24 июня 1997 года, Борнова) — турецкий футболист, Полузащитник клуба «Самсунспор».

## Клубная карьера
Родившийся в Измире Барыш Алыджи занимался футболом в местных футбольных клубах «Бергама Генчлербирлигиспор», «Буджаспор» и «Алтынорду». За последний он дебютировал на профессиональном уровне, проведя пару матчей в Первой лиге в сезоне 2015/2016. В сезоне 2017/2018 Алыджи отметился 10 голами в рамках Первой лиги.
11 июля 2018 года Барыш Алыджи перешёл из «Алтынорду» в «Фенербахче». Спустя месяц он дебютировал в Суперлиге, выйдя в основном составе в домашнем поединке против «Бурсаспора». 13 января 2019 года полузащитник был отдан в аренду до конца сезона «Ени Малатьяспору», а летом того же года — «Ризеспору».